# Joan Coscubiela i Conesa
Joan Coscubiela i Conesa (Barcelona, Barcelonès, 1954) és un polític català. Ha estat diputat al Congrés dels Diputats per Iniciativa per Catalunya Verds-Esquerra Unida i Alternativa i adscrit al Grup Parlamentari de L'Esquerra Plural. En les eleccions al Parlament de Catalunya de 2015, es presentà de número tres a la llista de la circumscripció de Barcelona de la coalició d'esquerres Catalunya Sí que es Pot, on exercirà de portaveu.

## Trajectòria
Nascut al barri de la Barceloneta de Barcelona l'any 1954 i llicenciat en Dret, va començar a col·laborar en els despatxos dels advocats laboralistes Francesc Casares i Luis Salvadores. Va participar en la creació del Gabinet Jurídic de Comissions Obreres (CCOO), esdevenint l'advocat de la Federació de la Construcció. A partir de 1984, va representar el sindicat al Consell de Treball, a l'Institut Nacional de la Seguretat Social i al Consell de l'Institut Català de la Salut. Després del quart Congrés de Comissions Obreres de Catalunya, va ser nomenat Secretari de Relacions i Acció Institucional. Fou secretari general de Comissions Obreres de Catalunya des del sisè congrés d'aquest sindicat, celebrat el desembre de 1995, substituint Josep Lluís López Bulla, fins al 4 de desembre de 2008, moment en el qual el va substituir Joan Carles Gallego. El 2009 va rebre la Creu de Sant Jordi per la seva defensa dels drets econòmics i socials dels treballadors. Ha estat membre del consell assessor d'Endesa a Catalunya del 2005 al 2011 com a representant sindical de CCOO. També és assessor del Cercle d'Economia.
És autor del llibre Empantanados. Una alternativa federal al sóviet carlista (Ediciones Península, 2018), sobre el procés independentista català.